# 尾﨑久仁子
尾﨑 久仁子（おざき くにこ、1956年2月20日 - ）は、日本の国際法学者。元国際刑事裁判所裁判官。元外交官。中央大学法学部特任教授。常磐大学総合政策学部特任教授。全日本柔道連盟評議員。

## 経歴
広島県府中市出身。東京教育大学附属高等学校を経て、1978年東京大学教養学部教養学科国際関係論専攻卒業。1979年東京大学大学院社会学研究科中退後、外務省入省。条約局法規課、国連政府代表部等で国際法分野の業務に従事。この間、1982年にオックスフォード大学で修士（国際関係論）を取得。法務省に出向し、法務省刑事局付、同省入国管理局難民認定室長（1998年 - 1999年）を歴任。外務省に復帰後、同省総合外交政策局人権難民課長（1999 - 2001年）を務める。2001年には東北大学大学院法学研究科教授に就任し、国際法を担当（2003年からは神戸大学大学院国際協力研究科教授を併任）。2004年、再び外務省に復帰、在ウィーン国際機関日本政府代表部公使を務めた。2006年、日本人として初めて国連薬物犯罪事務所（UNODC）条約局長に就任。2009年4月から政策研究大学院大学教授を務めるとともに、外務省参与（生物多様性条約COP10担当大使）を兼務。同年11月にオランダ・ハーグの国際刑事裁判所で行われた斎賀富美子の死去などに伴う補欠選挙で当選（任期は2018年3月まで）。2010年1月より斎賀に継ぐ日本人二人目の裁判官を務めた。ベンバ事件、ケニヤッタ事件（裁判長）、ンタガンダ事件などを担当、裁判の傍ら、2013年に第一審裁判部長、2015年に同裁判所の第二副所長に就任した。任期満了後も、担当事件の審理が続いたため、同事件に限り判事の職務を継続した。2019年2月に非常勤の判事となり、駐エストニア特命全権大使に任命された。裁判所は兼務可能としてこれを許可したが、ンタガンダ事件の弁護人が兼務を理由に忌避申立てを行い、裁判の遅延により、同年4月19日付で特命全権大使を退任した。裁判所は、理由がないとして忌避申立てを却下し、同年7月にンタガンダ被告の有罪判決、11月に刑の言渡しが行われた。これに伴い、同月、非常勤の任期が終了し、裁判官を退任した。
2020年常磐大学総合政策学部法律行政学科特任教授。
2021年中央大学法学部特任教授。